# Орден Білої зірки
Орден Білої зірки (ест. Valgetähe teenetemärk) — державна нагорода Естонської Республіки.
Орден було започатковано 1936 року у пам'ять про визвольну боротьбу естонського народу.
Орденом Білої зірки нагороджуються громадяни Естонії за заслуги у державній службі чи місцевому самоврядуванні, а також іноземці за заслуги перед Естонською державою.
Орден Білої зірки має п'ять основних ступенів (класів), а також особливий ступінь — «ланцюг ордена» й один ступінь медалі ордена.

## Опис

### Ступені ордена Білої зірки
Перший, другий і третій ступені (класи) ордена мають окремий дизайн стрічки для чоловіків і жінок (жіноча більш тонка). Четвертий та п'ятий ступені мають єдиний дизайн. Перший і другий ступені мають як зірку ордена, так і знак (аналогічно для ланцюга ордена, на якому розміщується знак ордена, є й окрема зірка). Для ступенів з третього до п'ятого є лише зірка.
Знаки ордена Білої зірки усіх ступенів мають однаковий вигляд, але різні розміри.
Кольоровий тон червоної муарової стрічки ордена Білої зірки, за міжнародною системою кольорів PANTONE, визначено як 206МС.

## Знаки ордена
| Орден Білої зірки з ланцюгом   | 1-й ступінь ордена             | 1-й ступінь ордена (для жінок) |
| ------------------------------ | ------------------------------ | ------------------------------ |
|                                |                                |                                |
|                                |                                |                                |
| 2-й ступінь ордена             | 2-й ступінь ордена (для жінок) | 3-й ступінь ордена             |
|                                |                                |                                |
|                                |                                |                                |
| 3-й ступінь ордена (для жінок) | 4-й ступінь ордена             | 5-й ступінь ордена             |
|                                |                                |                                |
|                                |                                |                                |
| Медаль ордена                  | Медаль ордена, зворотний бік   |                                |
|                                |                                |                                |